# A Beautiful Lie (single)
«A Beautiful Lie» és el quart senzill del quartet de rock 30 Seconds to Mars, de l'àlbum A Beautiful Lie.

## Posició a les llistes
| Any  | Llista                              | Posició |
| ---- | ----------------------------------- | ------- |
| 2007 | U.S. Billboard Modern Rock Tracks   | 37      |
| 2007 | Virgin Chart                        | 1       |
| 2007 | Canadian Top 33                     | 27      |
| 2007 | Chilean Singles Chart               | 31      |
| 2007 | New Zealand Singles                 | 16      |
| 2007 | Argentina Singles Chart             | 1       |
| 2008 | Portugal Singles Chart              | 11      |
| 2008 | MTV - Hit List Portugal             | 2       |
| 2008 | Alemania Singles Chart              | 12      |
| 2008 | Los 10 Pedidos Argentina            | 1       |
| 2008 | Los 10 Pedidos México               | 1       |
| 2008 | Brasil Hot 100                      | 1       |
| 2008 | Los 10 Pedidos Centro               | 1       |
| 2008 | Italia Singles Chart                | 16      |
| 2008 | Europe Top 20                       | 1       |
| 2008 | Germany Singles Chart               | 92      |
| 2008 | U.S. Billboard Hot Videoclip Tracks | 1       |